# Важкі крейсери типу «Вейнтісінко де Майо»
Важкі крейсера типу «Вейнтісінко де Майо» — тип важких крейсерів аргентинських військово-морських сил середини XX століття.

## Історія створення
У середині 1920-х років Аргентина мала найчмсельніші ВМС на континенті, проте її крейсери безнадійно застаріли. Тому у 1926 році була прийнята 10-річна морська програма вартістю 75 мнл. песо, яка передбачала будівництво 3 важких крейсерів.
Конкурс виграла італійська фірма «OTO Melara». Всього було побудовано 2 одиниці: «Альміранте Браун» (ісп. Almirante Brown), «Вейнтісінко де Майо» (ісп. Veinticinco de Mayo).
Проект був розроблений на основі італійських крейсерів типу «Тренто», але мав менші розміри, калібр артилерії та легше бронювання та силову установку. Загалом він відповідав італійським принципам — швидкісний корабель зі слабим бронюванням, потужною артилерією та системою ППО.
Головний корабель названий на честь дня незалежності Аргентини (25 травня). Назва іншого корабля дана на честь національного героя Аргентини адмірала Вільяма Брауна. Крейсери ніколи не брали участь у бойових діях.

## Конструкція
На відміну від важких крейсерів великих морських держав, які будувалися у максимально дозволених за Вашингтонською угодою параметрах, аргентинські крейсери мали меншу водотоннажність — стандартна лише 6 800 тон, а також головний калібр артилерії у 190 міліметрів, на відміну від 203-міліметрових гармат інших типів важких крейсерів.

### Корпус та бронювання
Корпус кораблів був подібний на прототип і мав бульбовий форштевень та сильний розвал шпангоутів. Проте він був не гладкопалубним, а напівбачним — напівбак займав приблизно 70 % довжини корабля. Система набору — змішана ( поздовжня в районі цитаделі і поперечна в кінцях корпуса).
Система бронювання також загалом повторювала «Тренто», але мала меншу товщину горизонтальної броні. Цитадель простягалась від барбета носової до барбета кормової башти головного калібру. Пояс товщиною 70 мм опускався на 60 см нижче ватерлінії і замикався траверзами товщиною 40-60 мм. Зверху на нього спиралась 25-мм бронепалуба. Вища пояса до рівня головної палуби корпус бронювався 25-мм листами. Товщина лобових плит башт становила 50 мм, стінок бойової рубки — 65 мм.

### Силова установка
Силова установка була зменшеною копією «Тренто» і розташовувалась за лінійним принципом. Вона складалась із 6 котлів типу «Ярроу» та 2 парових турбін типу «Парсонс». На випробуваннях у форсованому режимі була досягнута потужність у 116 000 к.с. та швидкість у 33,5 вузлів, але в умовах служби вона була значно меншою.

### Озброєння
На кораблях були встановлені нестандартні 190/52-мм гармати фірми «Одеро-Терні», які були модернізованою версією британських гармат 190/45 фірми Vickers Limited, встановлених на крейсерах типу «Гокінс». Гармати даного калібру використовувались більше ні на жодному кораблі.
Гармати головного калібру розміщувались по дві у трьох баштах. Гармати були встановлені у спільних люльках із кутом підвищення у 46°, що забезпечувало дальність стрільби 90-кг снарядом на 27 300 м. Боєкомплект становив по 120 снарядів на ствол. Керування вогнем здійснювали 2 командно-далекомірні пости з5-ма далекомірами, розміщені у бойовій рубці та на фок-щоглі. Крім того, кожна башта мала свої далекоміри.
Зенітне озброєння складалось з 12102-мм гармат «Одеро-Терні» з кутом підвищення у 80°, розміщених попарно уздовж бортів, а також 6 40-мм зенітних автоматів «пом-пом», згрупованих у кормі та біля зрізу напівбака.
533-мм торпедні апарати були нерухомими та розміщувались на головній палубі. Запас торпед — 12 штук.
У носовій частині розміщувалась пневматична катапульта та підпалубний ангар, який вміщував 2 літаки (спочатку Vought O2U Corsair, потім Grumman J2F Duck).

### Модернізації
У 1937 році незручна носова катапульта на обох кораблях була демонтована, а ангар був використаний для розміщення додаткових житлових приміщень. У 1939 році позаду димової труби були встановлені поворотні катапульти. На озброєння крейсерів надійшли нові літаки Supermarine Walrus та Grumman J2F Duck. У 1944 році були встановлені нові крани.
Наприкінці 1940-х років на крейсери встановили навігаційні РЛС типу 268 фірми «Марконі».
У 1950 році зенітні автомати «пом-пом» були замінені на 8 спарених зенітних установок «Бофорс». У 1956 році були демонтовані 102-мм зенітні гармати, замість них були встановлені ще 12 «бофорсів».

## Характеристика проекту
Проект мав ряд недоліків, характерних для італійської школи суднобудування. Зокрема, італійський проект призначався насамперед для умов Середземного моря і для дій у Атлантичному океані, який омиває узбережжя Аргентини, кораблі мали недостатню морехідність.
Проте, незважаючи на ці та інші недоліки (слабкість корпусу, недостатня надійність механізмів, перевантаженість озброєнням та обладнанням), ці крейсери дозволили аргентинським ВМС вийти на новий рівень і на 2 десятиліття мати вирішальну перевагу над флотами основних супротивників Чилі та Бразилії, війна з якими розглядалась як цілком імовірна.

## Представники
| Назва                                             | Верф                                                      | Закладений             | Спущений на воду     | Вступив у стрій    | Доля                       |
| ------------------------------------------------- | --------------------------------------------------------- | ---------------------- | -------------------- | ------------------ | -------------------------- |
| Альміранте Браун ARA Almirante Brown (C-1)        | «Cantieri navali Odero», Ліворно                          | 12 жовтня 1927 року    | 28 вересня 1929 року | 18 липня 1931 року | зданий на злам у 1962 році |
| Вейнтісінко де Майо ARA Veinticinco de Mayo (C-2) | «Cantiere navale fratelli Orlando», Сестрі Потенте, Генуя | 29 листопада 1927 року | 11 серпня 1929 року  | 11 липня 1931 року | зданий на злам у 1960 році |